# Fatima (Îles-de-la-Madeleine)
Pour les articles homonymes, voir Fatima.
Fatima est une localité du Québec faisant partie, depuis 2002, de la municipalité des Îles-de-la-Madeleine. La municipalité de Fatima avait été érigée en 1959 lors de son détachement de L'Étang-du-Nord.
Sa population en 2006 était de 2 809 habitants.

## Description
Fatima se partage le territoire de l'Île du Cap aux Meules avec Cap-aux-Meules et l'Étang-du-Nord. La couleur de Fatima est le vert. C'est le village le plus peuplé et le plus récent des Îles-de-la-Madeleine.
Le village s'étend sur des plaines entourées de collines, bordé par les caps rocheux au nord et par la lagune d'Havre-aux-Maisons à l'est. On y pratique moins l'agriculture qu'avant et le port de pêche qui s'y trouvait, non loin de la Dune du Nord, s'ensablait inexorablement. On y trouve entre autres plusieurs écuries. Le Centre Alfred Gallant, sur le chemin Grand-Ruisseau, comporte une piste pour les courses de chevaux. Son église en forme de coquillage témoigne d'une époque moderne.

## Fête de la Mi-Carême
Fatima est l'hôte madelinien d'une tradition originale, la fête de la Mi-Carême, perpétuée également, au Québec, à Natashquan et à l'Isle-aux-Grues, et dans les provinces maritimes, sur l'Île-du-Prince-Édouard et à Chéticamp, sur l'île du Cap-Breton, en Nouvelle-Écosse, un petit village francophone qui est le point géographique le plus près des Îles-de-la-Madeleine.